# Királyok völgye 31
A Királyok völgye 31 (KV31) egy egyiptomi sír a Királyok völgye keleti völgyében. Tulajdonosa nem ismert; a XVIII. dinasztia idején készült, valószínűleg nem királysírnak. A Lord Belmore megbízásából ásató Giovanni Battista Belzoni fedezte fel 1817 októberében. 2010 és 2012 között a Bázeli Egyetem Királyok völgye-projektje keretén belül feltárták, ekkor öt múmiát találtak benne.

## Leírása
A Bázeli Egyetem ásatása előtt a sírt majdnem teljes egészében ellepte a törmelék, csak a bejárati akna felső része volt ismert, az alaprajz és a sír belseje nem. Az aknából egy kamra nyílik, ebből pedig előre és jobbra egy-egy újabb kamra. Az akna az A, az első kamra a B, a másik kettő a C és D jelölést kapta az ásatás során. A sír díszítetlen, de kialakítása jó minőségű. Valószínűleg a fáraókorban kifosztották, a temetkezési kellékek a sír padlóját borító, az első kamrában majdnem a mennyezetig érő törmelékből kerültek elő, köztük a múmiák darabjai mellett thutmószida kori edénycserepek (főleg a D helyiségből), két kanópuszedény töredékei, a múmiákról letépett gyolcsok foszlányai, fa tárgyak darabjai, melyről az aranydíszítést levésték a sírrablók, de ezt leszámítva meglepően jó állapotban maradtak fenn, mert a sírba nem hatolt be víz. A koporsók és edények darabjai alapján a temetkezés a XVIII. dinasztia korának első felére tehető, III. Thotmesz vagy II. Amenhotep korára. A későbbi korokból – valószínűleg mikor a rablások után törmelékkel töltötték fel a sírt – XIX. és XX. dinasztia korabeli osztrakonok, valamint egy III. Ramszesz nevével ellátott vászondarab és egy XX. dinasztiabeli királyi usébti került a sírba, ezeken kívül más, nem XVIII. dinasztia korabeli lelet nem került elő.

## A múmiák
A sírból öt múmia került elő, 18 és 30 év köztiek. Személyazonosságuk nem ismert; betűvel és számmal azonosítják őket annak alapján, a sír melyik kamrájából kerültek elő. A múmiákat a sírrablók darabokra tépték; a feltárás során eleinte négy múmiát feltételeztek, az alaposabb vizsgálat állapította meg, hogy öt személyről van szó.
- A C1 múmia nő, 18–25 éves, 159 cm magas, rövid, fekete haja van. Fej, mellkas és felkarok maradtak meg belőle.
- A C2 múmia valószínűleg férfi, 20–25 éves, 165 cm magas, hosszú, befont haja van. Ez a legjobb állapotban megtalált múmia; feje, felsőteste és két lába maradt meg.
- A C3 múmia nagy valószínűséggel férfi, 18–25 éves, 175 cm magas, karjait keresztezi a mellkasa előtt, ahogy a fáraók múmiáinál szokásos. Mellkasa, bal karja és két lába maradt meg töredékesen, feje nem.
- A C4 múmia férfi, kora ismeretlen, de a bölcsességfogai már kinőttek. 160 cm magas, haja rövid, csak jobboldalt van pár hosszabb szál, ami a hercegek által viselt oldalfürtre utal. Nagyrészt ép, de kezei és lábai töredékesen maradtak fenn.
- A D1 múmia valószínűleg nő, de ez nagyon bizonytalan. Csak a koponyája egy része, medencecsontja egy része és egy láb maradt belőle, fogai alapján 20–30 év közti, 155 cm magas (a testmagasságot átlagos férfitest alapján adták meg). Haja rövid, vörös. Testalkata telt lehetett.

## Külső hivatkozások
- Theban Mapping Project: KV31
- University of Basel: King's Valley Project
- Frank Rühli, Salima Ikram, Susanne Bickel: New Ancient Egyptian Human Mummies from the Valley of the Kings, Luxor: Anthropological, Radiological, and Egyptological Investigations.